# West Side (Manhattan)

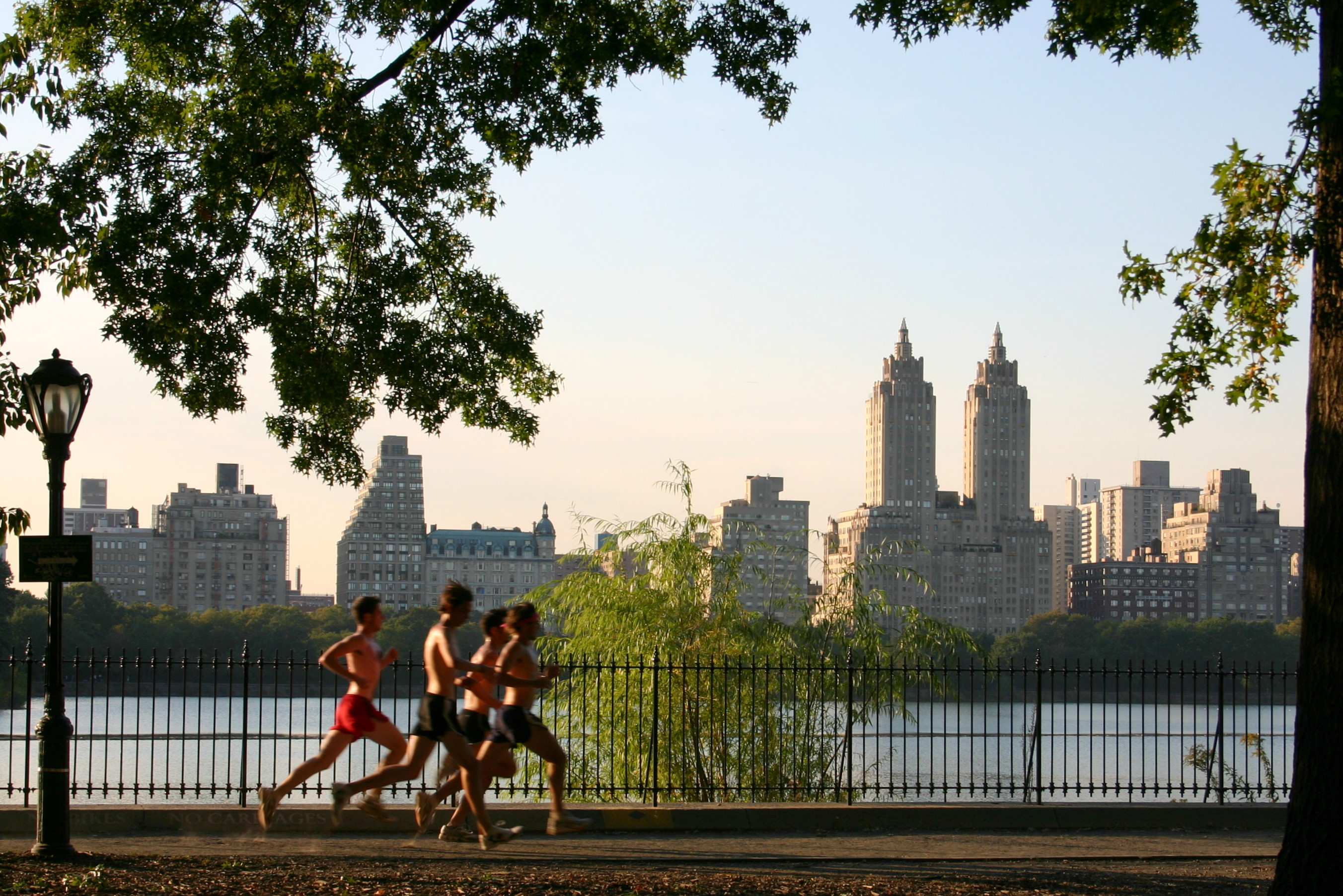
Blick auf die Upper West Side vom Central Park

Die West Side ist ein Teil des Stadtbezirks Manhattan in New York City.

## Lage
Die West Side befindet sich auf der Westseite der Insel Manhattan, die an den Hudson River grenzt und New Jersey gegenüberliegt. Die Fifth Avenue, der Central Park und der südliche Broadway trennen die West Side von der East Side Manhattans.
So trennt der Central Park den mittleren Teil Manhattans in die Upper East Side und die Upper West Side. Diese spiegelt sich auch in den Straßennamen wider: die „East Streets“ befinden sich östlich der Fifth Avenue und die „West Streets“ sind westlich der Fifth Avenue.

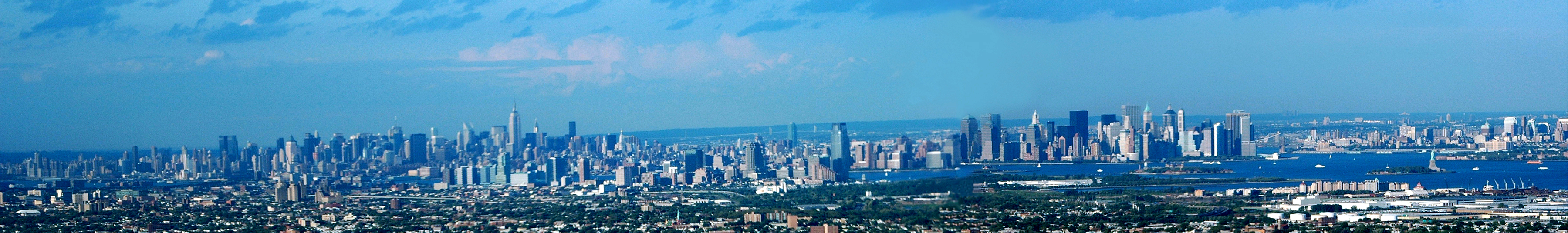
Ganz Manhattan einschließlich der West Side

Südlich des Central Parks teilt daher auch die Fifth Avenue Manhattan in Ost und West auf. Im Süden trifft sie auf den Washington Square Park. Hier übernimmt dann der Broadway die Teilung zwischen Ost und West, bis sich letztlich die Aufteilung in East und West im Straßengewirr der Südspitze Lower Manhattans immer mehr auflöst.
Die Lower East Side befindet sich an der östlichen Südspitze Manhattans, zu der ursprünglich auch einst das nördlich angrenzende East Village gehörte. Es gibt jedoch kein Gegenstück im Sinne einer „Lower West Side“ im Westen. Das Gegenstück zum East Village ist hier das West Village.

## Stadtteile
Die wichtigsten Stadtteile der West Side sind von Nord nach Süd: Hamilton Heights (West Harlem), Morningside Heights, Upper West Side, Hell’s Kitchen, Chelsea, Greenwich Village, SoHo und Tribeca.

## Verkehr
Die gesamte West Side wird verkehrstechnisch durch die 8th-Avenue- und West-Side-U-Bahnlinien erschlossen. Die wichtigste Nord-Süd-Verbindung sind der Henry Hudson Parkway im Norden und der West Side Highway im Süden. Beide Schnellstraßen sind durch den Hudson River Greenway von der Westküste der Insel getrennt.